# Lorenzo León Alvarado
Lorenzo León Alvarado, OdeM (* 31. Mai 1928 in Callao; † 17. Februar 2020 in Lima) war ein peruanischer Ordensgeistlicher und römisch-katholischer Bischof von Huacho.

## Leben
Lorenzo León Alvarado trat der Ordensgemeinschaft der Mercedarier bei und empfing am 27. Januar 1952 nach seiner theologischen Ausbildung die Priesterweihe.
Papst Paul VI. ernannte ihn am 3. August 1967 zum Bischof von Huacho. Der Erzbischof von Lima, Juan Kardinal Landázuri Ricketts OFM, spendete ihm am 17. September desselben Jahres die  Bischofsweihe; Mitkonsekratoren waren Carlos Oviedo Cavada OdeM, Weihbischof in Concepción, und Ignacio Arbulú Pineda, Bischof von Huánuco.
Wenige Wochen vor dem Erreichen der Altersgrenze für Bischöfe nahm Papst Johannes Paul II. am 22. April 2003 seinen Rücktritt an.

## Auszeichnungen und Ehrungen
- Medalla de Oro de Santo Toribio de Mogrovejo (Peru, 2004)